# Перунів дуб
Перунів дуб — один з останніх дивом уцілілих вікових дубів з київського Шулявського (Кадетського) гаю, вирубаного в 1918—1919 роках.
Вік дерева — 500 років, обхват стовбура — 4,68 м, висота — 15 м. Незважаючи на свій невисокий зріст, дуб виглядає дуже переконливо.
Лікування дерева було проведено Київським еколого-культурним центром у 2006 р., у 2009 р. дуб отримав статус ботанічної пам'ятки природи.

## Ресурси Інтернету
- Фотогалерея видатних вікових дерев міста Києва [Архівовано 12 березня 2012 у WebCite]